# Sechs
Die Sechs (6) ist die natürliche Zahl zwischen Fünf und Sieben. Sie ist gerade.

## Mathematik

Würfel, Kubus oder Hexaeder

Die 6 ist die kleinste zusammengesetzte Zahl mit zwei verschiedenen Primfaktoren, außerdem sogar die vierte hochzusammengesetzte Zahl und die dritte Dreieckszahl.
Sie ist die kleinste vollkommene Zahl: 6 = 1 + 2 + 3 und die Fakultät von 3 ist {\displaystyle 6=3!=1\cdot 2\cdot 3}, was bemerkenswert ist, weil es keine anderen drei Zahlen gibt, deren Produkt gleich ihrer Summe ist. Ebenso ist {\displaystyle 6={\sqrt {1^{3}+2^{3}+3^{3}}}}. Die Gleichung {\displaystyle x^{3}+y^{3}+z^{3}=6xyz} hat als einzige Lösung (ohne Permutationen) x=1, y=2 und z=3. Schließlich ist {\displaystyle {\frac {1}{1}}={\frac {1}{2}}+{\frac {1}{3}}+{\frac {1}{6}}}
Der Würfel, (aus dem Griechischen) Hexaeder oder (aus dem Lateinischen) Kubus ist einer der fünf platonischen Körper und besitzt sechs gleiche Flächen. Ein Tetraeder besitzt sechs Kanten und ein Oktaeder sechs Ecken. Mit regelmäßigen Sechsecken kann man eine Ebene lückenlos füllen.
Die 6 ist die zweidimensionale Kusszahl, d. h. man kann 6 (gleich große) Münzen/Scheiben um eine weitere Münze/Scheibe gleicher Größe legen, sodass alle diese berühren, aber keine Überschneidungen auftreten. Weiterhin ist sie eine Størmer-Zahl.
Außerdem gilt:
{\displaystyle 6=\sum _{n=1}^{\infty }{\frac {n^{2}}{2^{n}}}={\frac {1}{2}}+{\frac {4}{4}}+{\frac {9}{8}}+{\frac {16}{16}}+\cdots .}

## Naturwissenschaften

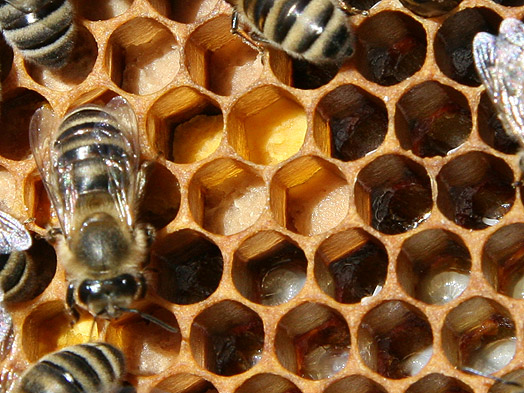
Sechsfüßer auf einer Honigwabe

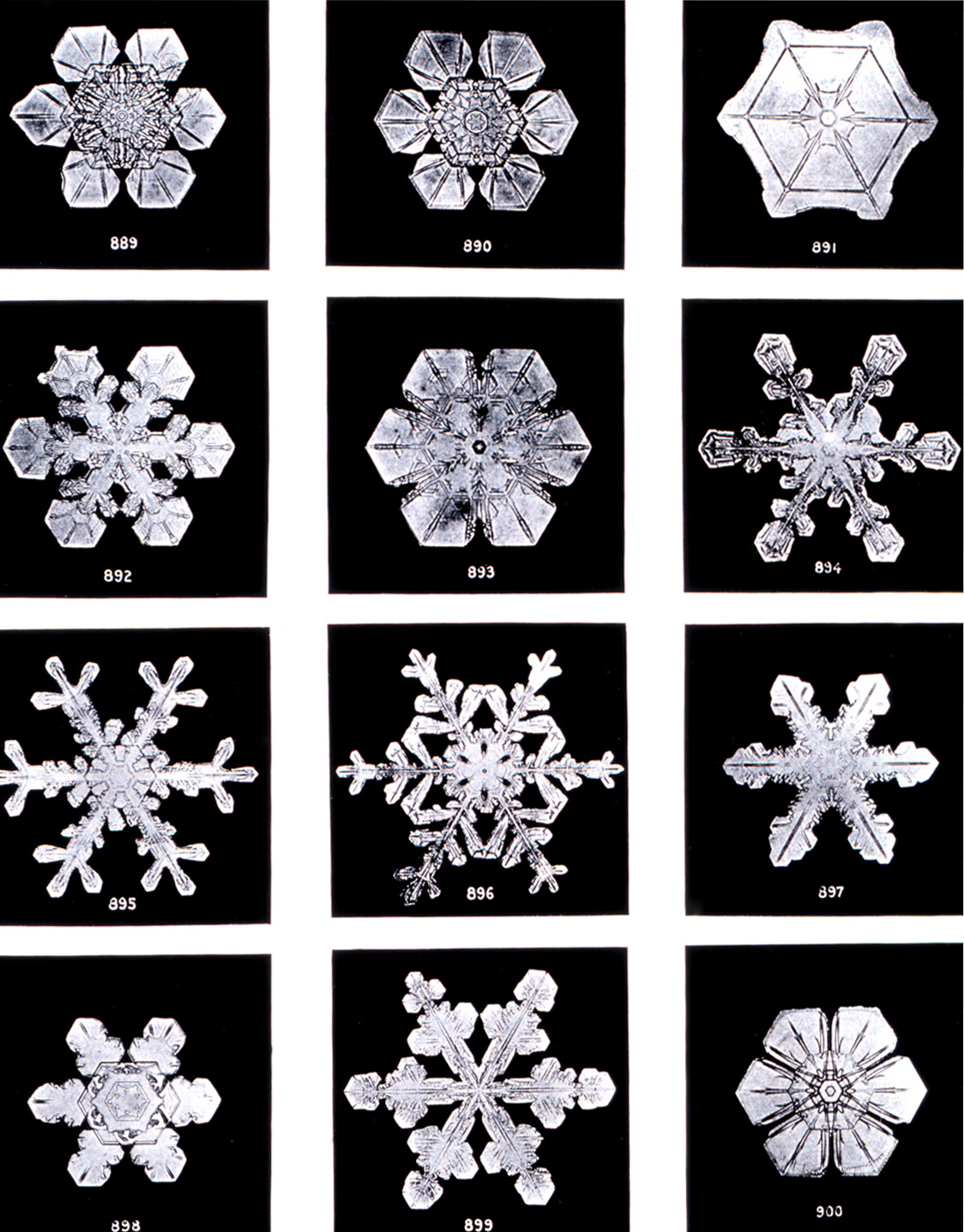
Schneeflocken

Die Insekten besitzen wie alle Sechsfüßer sechs Beine.
Viele Kristalle bilden hexagonale (sechseckige) Strukturen, wie natürliches Eis, und Schneeflocken sind sechsstrahlig. In der Natur findet sich die hexagonale Form in den Wänden der Bienenwabe, da ein nahezu optimales Verhältnis von Wandmaterial zu Raum-Volumen entsteht, Sechsecke sind flächendeckend.
Das Wintersechseck besteht aus sechs hellen Sternen verschiedener Sternbilder am Winterhimmel.

## Geschichte und Gesellschaft
Die 6 ist an deutschen Schulen die geringstwertige Leistungsnote. An Schweizer Schulen ist die Note 6 die beste Benotung.
Beim Fußball gilt die Rückennummer 6 als Nummer des Defensiven Mittelfeldspielers (auch Sechser-Position genannt).

## Kultur, Literatur, Musik und Geistesleben
Um den französischen Schriftsteller Jean Cocteau versammelte sich nach dem Ersten Weltkrieg eine Gruppe neoklassizistischer Komponisten, die Les Six (die sechs) genannt wurde.
6 nimmt! ist ein deutsches Kartenspiel.

## Mythologie und Religion
Nach der Bibel erschuf Gott die Erde in sechs Tagen (siehe Augustinus’ Bemerkung im Gottesstaat).
Der Buddhismus unterteilt die Welt in sechs Daseinsbereiche, in denen ein Wesen wiedergeboren werden kann. Sie werden auf dem tibetischen Lebensrad bildlich dargestellt.

Der Davidstern

Das Hexagramm (Sechsstern), ein Stern mit sechs Strahlen, der aus zwei übereinander gelegten gleichseitigen Dreiecken gebildet ist, ist religiöses Symbol in einigen Religionen, so im tantrischen Hinduismus und im Buddhismus. Als Davidstern (hebräisch מגן דוד Magen David, ‚Schild Davids‘) ist es ein Symbol des Judentums und erscheint auf der Flagge Israels. Abgeleitet daraus ist er ein Zeichen der Alchemie, bei dem die überlappenden Dreiecke die Elemente symbolisieren. Als so genannter Brauerstern war das Hexagramm das Zunftzeichen der Brauer und Mälzer. Daraus leitet sich die Verwendung in Wirtshausschildern ab.
Das Buch der Wandlungen (Yijing) beruht auf Vierundsechzig Hexagrammen, die aus je sechs Yin- oder Yang-Linien bestehen. Zur Bedeutung der Sechs in der chinesischen Zahlensymbolik siehe dort.